# جائزة ماليزيا الكبرى 2000
جائزة ماليزيا الكبرى 2000 (بالإنجليزية: 2000 Malaysian Grand Prix)‏ هو سباق فورمولا 1 أقيم بتاريخ 22 أكتوبر 2000 في حلبة سيبانغ الدولية. كان السابع عشر من أصل 17 في بطولة العالم لسباقات الفورمولا واحد موسم 2000.